# Simón Rodríguez
Simón Rodríguez   (Caracas, 28 d'octubre de 1769 - Perú, 28 de febrer de 1853), conegut en el seu exili de l'Amèrica Espanyola com a Samuel Robinsón, va ser un gran filòsof i educador veneçolà. Fou mestre i tutor de Simón Bolívar.

## Biografia
Simón Narciso de Jesús Rodríguez va néixer a Caracas la nit del 28 d'octubre de 1769, de pare desconegut. Criat a casa del sacerdot Alejandro Carreño durant un temps pren d'ell el seu cognom i és conegut com a Simón Carreño Rodríguez. La seva mare, Rosalía Rodríguez era filla d'un propietari d'hisendes i bestiar, descendent d'immigrants canaris. Documents de l'època i altres testimoniatges fan pensar que el sacerdot Carreño era, en efecte, el pare de Simón Rodríguez.
El maig de 1791 comença a treballar com a professor a l'Escola de Lectura i Escriptura per a nens del cabildo (ajuntament) de Caracas. El 1794 va escriure i publicar un llarg memoràndum anomenat Reflexions sobre els defectes que vicien l'escola de primeres lletres a Caracas i mitjans per assolir la seva reforma per un nou establiment on defensava, entre d'altres aspectes progressistes, que l'escola no acollís només els fills dels blancs, sinó també els infants negres i mestissos. Aquest posicionament li va comportar greus problemes amb les autoritats de l'època.
En aquesta mateixa escola va tenir com a alumne en Simón Bolívar, de qui va ser tutor durant un temps, i sobre el que va exercir una destacada influència moral i ideològica.
Rodríguez, fortament influenciat al seu torn per Émile ou de l'éducation de Jean-Jacques Rousseau, va desenvolupar una revolucionària concepció del que hauria de ser el model educatiu de les naixents nacions americanes.
La seva participació en la conspiració contra de la corona espanyola de 1797 el va forçar a exiliar-se del territori veneçolà.

## Samuel Robinsón
Refugiat a Kingston, Jamaica, canvia el seu nom pel de Samuel Robinsón (en homenatge al personatge de ficció Robinson Crusoe), i després de romandre alguns anys als Estats Units, viatja a França (1801), Allà el 1804, coincideix novament amb el seu antic alumne Simón Bolívar. Junts realitzen un llarg viatge per gran part d'Europa i són testimonis presencials de la coronació de Napoleó Bonaparte a Milà. Així mateix, és testimoni del famós jurament que Bolívar fa sobre el Mont Sacre de Roma, on aquest es compromet a alliberar Amèrica de la corona espanyola.
Entre 1806 i 1823 es produeix la Guerra d'Independència a l'Amèrica Llatina, on Bolívar encapçala les forces independentistes. Mentrestant, Rodríguez treballa com a mestre a Europa i viatja per diversos països (Itàlia, Alemanya, Rússia, Prússia, i Països Baixos).
Rodríguez retorna a Amèrica el 1823, usant de nou el nom de Simón Rodríguez. A Colòmbia establix la primera escola-taller el 1824. Quan Bolívar té coneixement de la tornada del seu mestre, el fa cridar i el nomena "Director de l'Educació Pública, Ciències, Arts Físiques i Matemàtiques" i "Director de Mines, Agricultura i Vies Publiques" de Bolívia.
El 1826, Rodríguez establix una segona escola-taller com a part del projecte per a tota Bolívia. Però el Mariscal Antonio José de Sucre, president de Bolívia des d'octubre de 1826, no compartia la seva visió progressista, pel que Rodríguez es veu obligat a dimitir el mateix any, treballant la resta de la seva vida com educador i escriptor, vivint de forma alternada entre Perú, Xile i l'Equador.

## Obres destacades
Una de les seves obres més important és Societats Americanes, publicat per primera vegada el 1828. El text insisteix en la necessitat de buscar solucions pròpies per als problemes de l'Amèrica llatina, idea que sintetitza la seva frase,
"L'Amèrica Espanyola és original; originals han de ser les seves institucions i el seu govern: I originals els seus mitjans de fundar unes i altre. O inventem o errem".
Una altra de les seves obres destacades va ser El "Libertador" del Migdia d'Amèrica i els seus companys d'Armes (1830), un al·legat sobre la lluita social que emprenia Bolívar en aquells temps.
En els anys finals de la vida de Rodríguez fa classes a diversos col·legis de Quito i Guayaquil, i en aquesta darrera ciutat gran part de les seves obres queda reduïda a cendres a causa d'un incendi que va afectar la ciutat.
El 1853, acompanyat del seu fill i d'un amic d'aquest, emprèn el seu últim viatge cap al Perú, morint en el transcurs del mateix al poble peruà d'Amotape.
Setanta anys després, les seves restes són traslladades al panteó del Perú, i posteriorment a Veneçuela, on reposen des de 1954 al Panteó Nacional.

## Reivindicació de la seva figura
El 1974 el govern veneçolà va crear una nova universitat que va ser batejada en honor seu, la Universitat Nacional Experimental Simón Rodríguez (UNESR).
En el marc de la Revolució Bolivariana el programa social encarregat d'ensenyar a llegir i a escriure a la immensa quantitat de població analfabeta del país va ser batejat en honor seu (Missió Robinson). Actualment, assolit l'objectiu de l'erradicació de l'analfabetisme, la Missió Robinson està dedicada a l'educació bàsica de la població adulta sense estudis previs.
Així mateix, el pensament de Simón Rodríguez, junt amb el de Bolívar i el del dirigent camperol Ezequiel Zamora és un dels principals fonaments ideològics del bolivarianisme.